# Behaviour (album de Saga)
Pour les articles homonymes, voir Behaviour.
Albums de Saga
Heads or Tales
(1983) Wildest Dreams
(1987)
Singles
1. Misbehaviour
Sortie : 1985
2. Take a Chance
Sortie : 1985
3. What Do I Know
Sortie : 1985

Behaviour est le sixième album studio du groupe de rock canadien Saga. Il est paru le août 1985 sur le label Polydor (Europe sauf Royaume-Uni) et Portrait Records pour le reste du monde et a été produit par le groupe et Peter Walsh.

## Historique
Fort du succès de ses albums précédents, le groupe décida de prendre le temps pour enregistrer son sixième album en commençant par s'exiler aux Bahamas. C'est aux Compass Point Studios de Nassau que commença le travail en juillet 1984, il continuera jusqu'en novembre.
Le travail continua en Europe, d'abord dans les studios Powerplay Recording de Zurich en Suisse de novembre 1984 à janvier et s'achevera dans les Union Studios de Munich en Allemagne en avril 1985 . Le groupe fera une mini-tournée en Suisse et en Allemagne et participa le 26 mai au festival Rock am Ring.
Il a un son plus commercial que ses prédécesseurs. Le single What Do I Know rencontra un certain succès auprès des radios et se classa à la 24e place des Mainstream Rock Tracks du Billboard Magazine américain. L'album se classa à la 87e place Billboard 200 aux États-Unis, à la 40e place des charts canadiens. C'est en Europe qu'il eut le plus de succès en se classant 2e en Allemagne, 3e en Suisse et 4e en Suède.
Le groupe tourna en Europe (Grande-Bretagne, Danemark, Belgique, Allemagne, France et Suède) de janvier à avril 1986 et c'est à Zurich le 9 mars 1986 que Jim Gilmour et Steve Negus (en) joueront pour la dernière fois avec Saga avant de quitter le groupe en septembre à la suite de divergences musicales. Ils feront leur retour dans le groupe en 1992.

## Liste des titres
Face 1
| No | Titre                   | Auteur                                                               | Durée |
| -- | ----------------------- | -------------------------------------------------------------------- | ----- |
| 1. | Listen To Your Heart    | Michael Sadler, Jim Crichton, Ian Crichton, Jim Gilmour, Steve Negus | 3:53  |
| 2. | Take A Chance           | J.Crichton, Gilmour                                                  | 3:50  |
| 3. | What Do I Know ?        | J.Crichton, Gilmour                                                  | 3:38  |
| 4. | Misbehaviour            | Sadler, J.Crichton, I.Crichton, Gilmour, Negus                       | 4:02  |
| 5. | Nine Lives Of Miss Midi | Gilmour, Negus                                                       | 1:21  |
| 6. | You And The Night       | Sadler, J.Crichton                                                   | 5:11  |

Face 2
| No  | Titre                      | Auteur                                          | Durée |
| --- | -------------------------- | ----------------------------------------------- | ----- |
| 7.  | Out Of The Shadows         | Sadler, J.Crichton                              | 4:46  |
| 8.  | Easy Way Out               | Sadler, J. Crichton, I.Crichton, Gilmour, Negus | 3:57  |
| 9.  | Promises                   | Sadler, J.Crichton, Gilmour                     | 4:12  |
| 10. | Here I Am                  | Sadler, J.Crichton, Gilmour                     | 3:42  |
| 11. | (Goodbye) Once Upon A Time | Sadler, J.Crichton, I.Crichton, Gilmour, Negus  | 6:22  |

## Musiciens
- Saga
- Michael Sadler : chant, claviers
- Jim Crichton : basse, claviers
- Ian Crichton : guitares
- Jim Gilmour : claviers,chœurs
- Steve Negus (en) : batterie, percussion, batterie électronique.

Invitée
- Sharon Benson : chant sur What Do I Know.

## Charts
Charts album
| Pays       | Durée du classement | Meilleur classement | Date               |
| ---------- | ------------------- | ------------------- | ------------------ |
| Allemagne  | 16 semaines         | 2e                  | 26 août 1985       |
| Autriche   | 2 semaines          | 29e                 | 15 septembre 1985  |
| Canada     | 19 semaines         | 40e                 | 5 octobre 1985     |
| États-Unis | 10 semaines         | 87e                 | 2 novembre 1985    |
| Norvège    | 11 semaines         | 6e                  | 11 août 1985       |
| Pays-Bas   | 1 semaine           | 37e                 | 7 septembre 1985   |
| Suède      | 6 semaines          | 4e                  | 23 août 1985       |
| Suisse     | 11 semaines         | 3e                  | 1er septembre 1985 |

Charts singles
| Date | Single         | Chart                  | durée du classement | Position |
| ---- | -------------- | ---------------------- | ------------------- | -------- |
| 1985 | What Do I Know | Mainstream Rock Tracks | 8 semaines          | 24e      |
| 1985 | What Do I Know | Single Top 100         | 3 semaines          | 65e      |